# Mal Whitfield
Pour les articles homonymes, voir Whitfield.
Malvin « Mal » Greston Whitfield (né le 11 octobre 1924 à Bay City et mort le 19 novembre 2015 à Washington) est un athlète américain spécialiste du 400 et du 800 mètres, vainqueur de trois médailles d'or lors des Jeux olympiques.

## Biographie
Né à Bay City au Texas, Mal Whitfield est mobilisé durant la Seconde Guerre mondiale auprès des forces aériennes de l'armée américaine. Il intègre en 1943 le groupe de pilotes afro-américains des Tuskegee Airmen. Étudiant à l'Université de l'État de l'Ohio, il remporte deux titres NCAA, le 800 mètres en 1948 et le 800 yards en 1949. Sélectionné pour les Jeux olympiques de Londres, en 1948, l'Américain s'adjuge le titre du 800 m devant Arthur Wint en établissant un nouveau record olympique en 1 min 49 s 2. Médaillé de bronze sur 400 m, il enlève le titre olympique du relais 4 × 400 mètres en compagnie de ses compatriotes Roy Cochran, Clifford Bourland et Arthur Harnden.
En 1950, Mal Whitfield établit le nouveau record du monde du 800 yards en 1 min 49 s 2. il s'illustre dès l'année suivante en remportant trois médailles d'or lors des Jeux panaméricains de Buenos Aires (400 m, 800 m et 4 × 400 m). Il s'adjuge six titres lors des Championnats de l'Amateur Athletic Union (AAA), s'imposant sur 400 m en 1952, sur 800 m de 1949 à 1951, et sur 800 yards en 1953 et 1954. Pour sa deuxième participation olympique, en 1952 à Helsinki, le Texan conserve son titre du 800 m en réalisant le même temps que lors de sa victoire en 1948, et devançant une nouvelle fois Arthur Wint. Il obtient par ailleurs la médaille d'argent du relais 4 × 400 m dans lequel les États-Unis s'inclinent face à la Jamaïque.
Premier sportif afro-américain récompensé par un James E. Sullivan Award, en 1954, il est élu au Temple de la renommée de l'athlétisme des États-Unis en 1974.

## Records
Mal Whitfield a établi trois records du monde dans sa carrière : deux sur 880 yards (1 min 49 s 2 puis 1 min 48 s 6) et un sur  1 000 m (2 min 20 s 8). Ses records personnels sont :
- 400 m : 45 s 9 (1953)
- 800 m : 1 min 47 s 9 (1953)
- Mile : 4 min 12 s 6 (1954)

## Palmarès

### Jeux olympiques
- Jeux olympiques d'été de 1948 à Londres :
  -  Médaille d'or sur 800 m
  -  Médaille d'or en relais 4 × 400 m
  -  Médaille de bronze sur 400 m
- Jeux olympiques d'été de 1952 à Helsinki :
  -  Médaille d'or sur 800 m
  -  Médaille d'argent en relais 4 × 400 m

### Jeux panaméricains
- Jeux panaméricains de 1951 à Buenos Aires :
  -  Médaille d'or sur 400 m
  -  Médaille d'or sur 800 m
  -  Médaille d'or en relais 4 × 400 m.